# Diego Ventura
Diego Antonio Espíritu Santo Ventura, conocido profesionalmente como Diego Ventura (Lisboa, 4 de noviembre de 1982), es un rejoneador y ganadero de toros bravos portugués. Es el rejoneador que más puertas grandes ha abierto en la plaza de toros de Las Ventas (Madrid) y el último en cortar un rabo en Las Ventas.

## Biografía
Diego Antonio Espíritu Santo Ventura nació en el seno de una familia taurina y dedicada al mundo del caballo, puesto que su padre  —Joao Antonio Ventura— además de comprador de caballos fue el domador de la cuadra de Ángel y Rafael Peralta. Las nuevas responsabilidades profesionales de la familia llevaron a mudarse desde Portugal a España, concretamente hasta la localidad sevillana de La Puebla del Río, donde los hermanos rejoneadores tenían su finca y donde, desde entonces, ha residido Ventura.

Precisamente, sus primeros contactos con el mundo del toro surgieron también junto a los hermanos Peralta, donde inició a torear sus primeras becerras con tan solo seis años; de manos del caballo Tul, de la cuadra de su padre. A partir de aquí la afición y el compromiso familiar, determinaron el inicio de la carrera profesional de Ventura como rejoneador:
Siempre tuve presente que quería ser rejoneador. Yo era de los que me hacía el enfermo para no ir al colegio cuando me enteraba de que iban a torear vacas porque lo que quería era montar y ver entrenar a los toreros. No hubo un momento justo. Yo iba toreando, iba montando con mi padre y, cuando me vi preparado, toreé por primera vez.

### Rejoneador

#### Inicios
El debut como becerrista de Diego Ventura tuvo lugar en 1991, con nueve años, haciéndolo dentro de su localidad de adopción, La Puebla del Río. Para esta ocasión el joven rejoneador se subía al caballo en compañía de otros toreros locales como Morante de la Puebla y Álvaro Guisasola. A partir de aquí, y en compañía de su padre, inició su formación, actuando en plazas como Coria del Río (Sevilla), Tábara (Zamora) o pueblos de la provincia de Ávila, «donde me pagaban los gastos y a veces sobraba algo, donde te echaban toros cinqueños o con algún defecto», aseguraba el propio Ventura.

#### Temporada 1998-2000
Como novillero debutó en la temporada de 1998, haciéndolo el 1 de febrero de ese año en la plaza de toros de Churriana (Málaga), lidiando toros de la ganadería de Manuel Morilla. A partir de aquí se iniciaba una actividad profesional de gran intensidad, consiguiendo acartelarse hasta en veintiocho ocasiones y saldándose artísticamente con sesenta y cinco  orejas y once rabos; todo ello como paso previo a su doctorado y su paso al escalafón mayor.

#### Alternativa
Diego Ventura tomó la alternativa como rejoneador de toros el 13 de septiembre de 1998, en la Plaza de toros de Utiel (Valencia). Una tarde en la que el rejoneador lisboeta actuaba junto a su padre Joao Antonio Ventura, que actuaba en calidad de padrino, y Francisco Benito y Sergio Galán, que hicieron lo propio como testigos. El juego de los toros de El Campillo ofrecieron un juego desigual por lo que, en esta tarde, solo obtuvo Ventura una vuelta al ruedo.

El trabajo de Ventura y el de los hermanos Peralta a su lado, le permitieron vestirse de corto en la temporada de 1999 en sesenta y una ocasiones, triunfando sonoramente con la obtención de ciento noventa y cuatro orejas y veinticinco rabos. Todo ello como antesala a su salto a las grandes plazas de primera en el año 2000, haciéndose hueco entre las figuras del rejoneo (Luis Valdenebro, Javier Buendía, Luis Domecq, Antonio Domecq y Pablo Hermoso de Mendoza), debutando en la Feria de Abril, el 7 de mayo, y donde cortó una oreja:
Sorprendió en su presentación el chaval portugués - tiene solo dieciocho años - Diego Ventura, quien manejó con destreza las cabalgaduras, arriesgando mucho, aunque le vio algo verde. Pero apunta alto y puede ser uno de los punteros en pocos años.
El 3 de junio del 2000 se presentó en Las Ventas de Madrid siendo aplaudido en su actuación, en la que «se vio su nacencia portuguesa por cómo preparó a la res y toreó a caballo».

#### Temporada 2005-2008
La temporada de 2007 suponía un punto de inflexión dentro de la carrera del caballista hispano-luso que conseguía consagrarse como figura del mundo del rejoneo. Un doble triunfo en Madrid con dos puertas grandes consecutivas, el 19 y el 25 de mayo le aupaban hasta los primeros puestos: «lo he pasado mal en la vida y ahora hay que resarcirse».

#### Temporada 2009-2012
El año 2009 es uno de los años clave dentro de la carrera del torero Diego Ventura, consiguiendo acartelarse hasta en cincuenta y tres ocasiones. Sin embargo no estuvo anunciado dentro de la Feria de San Isidro al no cumplirse las expectativas.
El rejoneador Diego Ventura, en la temporada 2010, cosechaba algunos de sus éxitos más clamorosos: conseguir abrir la puerta grande de Las Ventas dos veces consecutivas dentro de una misma feria; saliendo a hombros en dos de las tres comparecencias en las que estuvo anunciado. Un hito con el que reivindicaba las aspiraciones que manifestaba en La Razón al inicio de ese mismo año: «Quiero hacer historia».

#### Temporada 2013-2016
La Feria del Corpus de Granada servía al rejoneador para ofrecer una gran tarde de toros, en un festejo que completaron Pablo Hermoso de Mendoza y Manzanares.
En la primavera de esa temporada, en la Plaza de toros de Nimes, Ventura alcanzaba un éxito rotundo tras abrir la Puerta de los Cónsules con cuatro orejas y un rabo. En el mes de julio sufría un percance en la plaza de toros de Santander, que le ocasionaba una fractura en la nariz y que le obligó a cortar la temporada durante unos meses. Y como culmen del verano, en el mes de septiembre, en Albacete, sentaba nuevamente cátedra al imponerse a la terna Sergio Galán y Juan Manuel Munera, que tomaba la alternativa, al cortar cuatro orejas y un rabo.

#### Temporada 2017-2020
Con motivo del vigésimo aniversario de su alternativa, Diego Ventura inicia una temporada marcada por dos gestas importantes: dos encerronas en solitario y apostando por la variedad de encastes. Una temporada, además, que quedó marcada por el veto —según Diego Ventura— que sufrió de algunos compañeros y empresarios, y que le llevó a no quedar anunciado en algunas de las primeras ferias de la temporada: Castellón, Valencia o Sevilla.
El primero de estos compromisos lo adquiere en la plaza de toros de Espartinas (Sevilla), haciéndolo aquí tras verse relegado del cartel de la Feria de Abril de la capital hispalense. En esta ocasión el caballista se enfrentaba a toros de Prieto de la Cal, Pallarés, Partido de Resina, María Guiomar Cortés de Moura, Los Espartales y uno del hierro del propio rejoneador; como resultado artístico, ocho orejas y dos rabos.
El siguiente de los compromisos lo adquiría Ventura con la Plaza de toros de Madrid, encerrándose nuevamente con seis toros y ganaderías de diversas ganaderías, entre ellas la del legendario hierro de Miura: «una figura, a pie o a caballo, tiene que lidiar todos los encastes». Se trataba de la primera ocasión que un rejoneador toreaba en solitario seis toros en este coso y su actuación se saldó con un positivo balance de cuatro orejas; y con las que Diego Ventura conseguía su decimoséptima puerta grande. El 17 de septiembre de 2017 indultó a Perdido de la ganadería Los Espartales en la plaza de toros de Murcia, primer toro en ser indultado en una corrida de rejones.
Durante la temporada americana de 2018, Ventura destacó por su comparecencia en la Monumental de México, en una corrida que compartió junto a Enrique Ponce y Octavio García "El Payo"; indultando el toro Fantasma, ganadería de Enrique Fragua herrado con el número 82, de 487 kilos.
Diego Ventura consiguió volver a la plaza de toros de Sevilla tras su ausencia en la temporada anterior. En esta ocasión lo hacía conformando parte de un cartel en el que se combinaba toreo a pie y toreo a caballo; y donde intervenían Diego Ventura, abriendo cartel, junto a El Juli y Cayetano Rivera Ordóñez. Una cartel que, desde sus inicios, no convencía al rejoneador quien aseguraba que «Sevilla no era plaza para mixtas».
El mes de junio compareció Ventura en Las Ventas, dispuesto a abrir su decimoctava puerta grande. Sin embargo, el mal manejo de los aceros le privó de un éxito rotundo, cortando solo una oreja aunque podrían haber sido más, según Andrés Amorós. En esta ocasión solo conseguía salir a hombros Leonardo Hernández y Juan Manuel Munera, que confirmaba la alternativa, pasaba de puntillas por el coso madrileño.

Nuevamente, el rejoneador sevillano volvió una de las grandes ausencias de la Feria del Toro de Pamplona. Un hecho que ocurría por el veto impuesto por el rejoneador navarro Pablo Hermoso de Mendoza y la connivencia de la Casa de Misericordia:
Un año más, sin embargo, la Casa de Misericordia, organizadora del ciclo ferial, veta al rejoneador Diego Ventura, que aún no se ha presentando en la capital navarra por imposición, al parecer, de Pablo Hermoso de Mendoza, con gran predicamento en la entidad benéfica. Junto a Ventura tampoco estarán dos de los triunfadores de San Isidro, Paco Ureña y David de Miranda.
En el último puerto de montaña de la temporada, la plaza de toros de Zaragoza, consiguió cortar tres orejas y obtener la petición de rabo tras su faena al segundo de su lote, del hierro de Herederos de Ángel Sánchez. Tras la Feria del Pilar, se daba a conocer cómo el rejoneador Diego Ventura terminaba su relación empresarial con la Casa Lozano, quienes habían actuado como apoderados del caballista en las últimas cinco temporadas; y especulándose que el nuevo apoderamiento pudiera estar ligado al empresario mexicano Alberto Baillères.
Terminada la temporada española, Diego Ventura emprendió viaje a América para iniciar sus compromisos profesionales en el continente. El 10 de noviembre, en la Plaza de toros de Nuevo Progreso (Guadalajara, México) cortó dos orejas al sobrero de regalo, que le propinó una fuerte caída y le causó una fractura trabecular y hematrosis del codo; lo que le obligó a regresar a España para afrontar su recuperación.
La temporada del año 2020 de Diego Ventura se inició en México, donde llegó a torear en tres ocasiones durante el mes de enero: en las plazas de Mérida de Yucatán, Moroleón  León de Guanajuato y la Monumental de México. A su vuelta a España, el rejoneador hispalense se anunció en una de las primeras corridas de la temporada, lidiando un encierro de Luis Terrón en la plaza de toros de Illescas el 8 de marzo de 2020, acompañado por los caballistas Andy Ventura y Sergio Galán y donde cortó tres orejas.
Con motivo de la pandemia del Covid-19 en España y la suspensión de las principales ferias, Ventura no volvió a torear hasta el mes de agosto. El día 1 de ese mes se anunció en la Plaza de toros de Osuna en una corrida mixta donde mató dos toros de su propia ganadería y donde cortó tres orejas. El resto del cartel estuvo compuesto por dos toreros a pie, Enrique Ponce y Javier Conde que estoquearon una corrida de Julio de la Puerta y que estuvo considerada como la "primera corrida de toros en Andalucía" dentro de la llamada "nueva normalidad". En esta corrida Ventura toreó por primera en vez en público con uno de sus últimos caballos, llamado Capote y que empleó en el tercio de banderillas.

### Ganadero

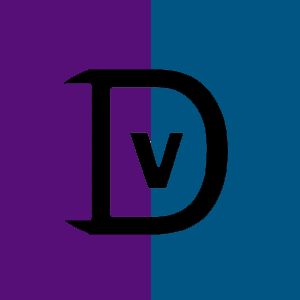
Hierro y divisa de la ganadería de Diego Ventura

En el año 2011 el rejoneador Diego Ventura emprendía su negocio como ganadero de toros bravos, haciéndolo tras la compra de la finca Pancal, en Samora Correia (Portugal). Bajo la dirección de la empresa Sons da Charneca LDA, el hierro lusitano quedó registrado dentro de la Asociación de Ganaderías de Lidia, usando como hierro las iniciales del rejoneador y como divisa el azul y el encarnado, los colores de la bandera de La Puebla del Río (Sevilla), municipio donde se afincó desde sus inicios la familia de Diego Ventura.
Para la composición de la vacada, Ventura realizó la compra de doscientas vacas de vientre y cuatro sementales de procedencia Santiago Domecq (Luis Terrón y Los Espartales), además de adquirir para su ganadería el antiguo hierro de las reses del conde de Cabral, del que incorporó también dos sementales. Su debut en la plazas tuvo lugar el 20 de febrero de 2016 en Mairena del Aljarafe (Sevilla), en un festival taurino. En esta ocasión se lidiaron dos reses para rejones de este hierro y que lidió el propio Diego Ventura, de nombre Africanito, herrado con el número 11, y Asocciado, número 9, que fue premiado con la vuelta al ruedo.

## Estadísticas

### Puertas grandes en la Plaza de Toros de Madrid[39]
| N.º      | Fecha                | Ganadería                                                                                       | Resultado artístico                                     |
| -------- | -------------------- | ----------------------------------------------------------------------------------------------- | ------------------------------------------------------- |
| 1        | 16 de mayo de 2005   | Fidel San Román                                                                                 | Dos orejas                                              |
| 2        | 19 de mayo de 2007   | Pallarés y Benítez Cubero                                                                       | Vuelta al ruedo y dos orejas                            |
| 3        | 25 de mayo de 2007   | Fermín Bohórquez                                                                                | Oreja y dos orejas                                      |
| 4        | 1 de junio de 2008   | Fermín Bohórquez                                                                                | Dos orejas y dos orejas                                 |
| 5        | 7 de junio de 2008   | Los Espartales                                                                                  | Dos orejas y oreja                                      |
| 6        | 22 de mayo de 2010   | Viuda de Flores Tassara                                                                         | Dos orejas                                              |
| 7        | 30 de mayo de 2010   | Los Espartales                                                                                  | Dos orejas y dos orejas                                 |
| 8        | 21 de mayo de 2011   | Carmen Lorenzo y San Pelayo (5º)                                                                | Dos orejas                                              |
| 9        | 12 de junio de 2011  | Fermín Bohórquez                                                                                | Oreja y oreja                                           |
| 10       | 26 de mayo de 2012   | Los Espartales                                                                                  | Dos orejas                                              |
| 11       | 11 de mayo de 2013   | El Capea                                                                                        | Dos orejas                                              |
| 12       | 16 de mayo de 2015   | Los Espartales                                                                                  | Dos orejas                                              |
| 13       | 20 de mayo de 2017   | Los Espartales                                                                                  | Oreja y oreja                                           |
| 14       | 28 de mayo de 2017   | Carmen Lorenzo, San Pelayo y El Capea                                                           | Oreja, dos orejas y saludos                             |
| 15       | 20 de mayo de 2018   | San Pelayo                                                                                      | Oreja, silencio y oreja                                 |
| 16       | 9 de junio de 2018   | Los Espartales                                                                                  | Dos orejas, dos orejas y rabo y oreja                   |
| 17       | 6 de octubre de 2018 | Herederos de Ángel Sánches (1º y 4º), Miura (2º y 5º) y María Guiomar Cortés de Moura (3º y 6º) | Saludos, silencio, saludos, palmas, orejas y dos orejas |
| Fuentes: |                      |                                                                                                 |                                                         |

### Puertas del Príncipe de la Plaza de Toros de Sevilla
| N.º      | Fecha                    | Ganadería                 | Resultado artístico                                   |
| -------- | ------------------------ | ------------------------- | ----------------------------------------------------- |
| 1        | 28 de septiembre de 2003 | Jódar y Ruchena           | Dos orejas                                            |
| 3        | 30 de abril de 2006      | Francisco Campos Peña     | Dos orejas                                            |
| 4        | 15 de abril de 2007      | Fermín Bohórquez          | Oreja y dos orejas                                    |
| 5        | 30 de marzo de 2008      | Fermín Bohórquez          | Oreja y dos orejas                                    |
| 6        | 11 de abril de 2010      | Fermín Bohórquez          | Dos orejas y dos orejas                               |
| 7        | 12 de octubre de 2010    | Benítez Cubero y Pallarés | Oreja, saludos y dos orejas                           |
| 8        | 14 de abril de 2013      | Fermín Bohórquez          | Silencio, ovación, oreja, oreja, ovación y dos orejas |
| 9        | 4 de mayo de 2014        | Fermín Bohórquez          | Oreja y dos orejas                                    |
| 10       | 19 de abril de 2015      | Fermín Bohórquez          | Oreja y dos orejas                                    |
| Fuentes: |                          |                           |                                                       |

## Cuadra de caballos
La cuadra de caballos de Diego Ventura en la temporada de 2019 estuvo compuesta por un total de catorce animales, los cuales el rejoneador emplea en diferentes tercios, de acuerdo con las características del animal y el tipo de doma.
| Nombre del caballo | Raza       | Capa     | Hierro          | Tercio        |
| ------------------ | ---------- | -------- | --------------- | ------------- |
| Campina            | Luso-árabe | Alazano  | José Palha      | Salida        |
| Bombón             | Luso-árabe | Palomino | Coelho          | Salida        |
| Lambrusco          | Lusitano   | Castaño  | Diego Ventura   | Salida        |
| Nazarí             | Lusitano   | Castaño  | Arsenio Cordero | Banderilas    |
| Lío                | Lusitano   | Tordo    | Michaela Kleber | Banderillas   |
| Guadalquivir       | Luso-árabe | Alazano  | Diego Ventura   | Banderillas   |
| Bronce             | Lusitano   | Bayo     | Manuel Braga    | Banderillas   |
| Sueño              | Lusitano   | Castaño  | Diego Ventura   | Banderillas   |
| Dólar              | lusitano   | Tordo    | Ignacio Ramos   | Banderillas   |
| Gitano             | Luso-árabe | Bayo     | Óscar Borjas    | Banderillas   |
| Chalana            | Lusitano   | Alazano  | Arsenio Cordero | Bnaderillas   |
| Fino               | Lusitano   | Tordo    | Diego Ventura   | Banderillas   |
| Remate             | Lusitano   | Albino   | Oliveira Santos | Último tercio |
| Prestigio          | Lusitano   | Bayo     | Diego Ventura   | Último tercio |

## Premios y distinciones
- 2012: Premio Cossío, concedido por la Real Federación Taurina de España, al mejor rejoneador de la temporada.[59]
- 2014:Trofeo al triunfador de la Feria de Valladolid, concedido por la Asociación de Caballistas El Comeso (Valladolid), por su actuación en la corrida de rejones de esa feria.[60]
- 2016: Premio Commodore, concedido por el restaurante Mayte Commodore, a Diego Ventura como triunfador de la temporada.[61]
- 2017:
  - Premio León de Baviera, concedido por la Asociación Taurina de Múnich (Alemania), por su trayectoria como rejoneador.[62]
  - Premio Carrusel Taurino, concedido por Canal Sur Radio, por su trayectoria como rejoneador.[63]
- 2018: Premio Juan Belmonte, concedido por la Tertulia Taurina Juan Belmonte de Cañada Rosal (Sevilla), por su trayectoria como rejoneador.[64]
- 2019: Premio al mejor rejoneador de la Feria de Abril de 2019, concedido por la Real Maestranza de Caballería de Sevilla y entregado por Felipe VI.[65]